# Raymond Lens
Pour les articles homonymes, voir Lens.
Raymond Lens, né le 31 août 1807 à Neuville-sous-Montreuil et mort le 28 août 1887 à Étaples, est un géomètre-topographe français. Il établit les plans du premier lotissement de Paris-Plage.

## Biographie

### Enfance et formation
Antoine Nicolas Raymond Lens naît le 31 août 1807 à Neuville-sous-Montreuil du mariage de Charles Antoine Simon, arpenteur et de Marie Florentine Dusautoir.
En novembre 1828, Raymond Lens incorpore l'armée, puis, à partir de 1830, il participe, entre autres, à la prise d'Alger. Après sept ans, il est libéré en décembre 1835, avec les galons de maréchal des logis chef.

### Vie de famille
- Raymond Lens épouse le 25 août 1841 à Étaples, Gertrude Marguerite Suzanne Lamotte, fille d'armateur[3]. Ils ont deux enfants :
  - Gertrude née le 13 février 1843 et morte le 29 décembre 1930 à Étaples.
  - Sophie Marie Catherine, née le 8 septembre 1844 et morte le 2 janvier 1927à Étaples[4],[5], qui épouse Émile Géneau, conducteur des Ponts et Chaussées.
    - Émile Raymond Auguste Géneau, né le 3 août 1875 à Frévent, ingénieur à la compagnie des chemins de fer du Nord et maire d'Étaples, il se marie le 20 septembre 1916 à Abbeville, avec Antonine Marie Élisa Delaporte, il s'établit à Étaples, reconstruit et remet en marche la brasserie de ses beaux-parents, la brasserie Delaporte, située rue de Rosamel à Étaples, qui avait été endommagée pendant la Première Guerre mondiale[6].

Ils habitent rue du Rivage à Étaples.
En retraite, il se consacre à sa passion pour la collection d'oiseaux et en naturalise plus de 800.

### Parcours professionnel
En avril 1836, Raymond Lens entre aux Ponts et Chaussées, il est rapidement nommé conducteur auxiliaire, puis conducteur de deuxième classe au bout de deux ans, puis de première classe, le 22 juillet 1840.
De 1856 à 1864, il réalise un travail énorme en établissant le plan de la ville de Boulogne-sur-Mer, ce qui lui vaut d'être classé parmi les meilleures fonctionnaires de son administration.

#### À Paris-Plage
De 1848 à 1852, à Paris-Plage, Raymond Lens dirige les travaux de la construction des deux phares du Touquet.
Tous les travaux topographiques de Paris-Plage de Raymond Lens furent offerts par la famille de Raymond Lens, après sa mort, à Joseph-Louis Sanguet, qui en fit la demande, pour s'en inspirer et continuer le travail commencé, pour la partie forêt, à l'est du Boulevard Daloz, pour John Whitley de la société Touquet Syndicate Ltd.
Le 22 juin 1861, il est nommé conducteur principal des Ponts et Chaussées. Il prend sa retraite en 1879.
En 1880, sollicité par Alphonse Daloz, il établit les plans du premier lotissement de Paris-Plage, à l'ouest du boulevard Daloz. Ce premier lotissement est admirablement compris car il est de suite adapté aux exigences atmosphériques. Il a souvent été critiqué le manque de largeurs des rues. il est difficile d'opérer différemment, dans un espace totalement dénudé ; où la tempête sévit souvent ; où l'abri est la première condition d'habitation. D'ailleurs, il est à remarquer que les rues parallèles à la rue de Paris deviennent plus larges au fur et à mesure qu'on se rapproche de la forêt ; car là on n'éprouve déjà plus autant le vent du large. Une fois, l'endroit des chaussées établies, il imagine un système, devenu la règle, pour établir les routes en plein sable. Sur un fond nivelé, on jette des branchages très serré jusqu'à masquer le sable, on étale une couche épaisse de craie, qu'on écrase avec un rouleau compresseur, tout en mouillant fortement, le tout recouvert d'une légère couche de sable, pour former un amalgame résistant. Plus tard, on les recouvre de silex pour en faire d'excellentes chaussées. Les travaux furent terminés exactement le 22 mars 1882.

### Mort
Raymond Lens meurt à Étaples le 28 août 1887, à l'âge de 79 ans. Le président du Tribunal civil de Montreuil, dans son discours prononcé lors de ses obsèques, a dit de lui 

« On met aujourd'hui en terre, l'homme le plus loyal que j'aie jamais connu, et dans toutes les expertises, que je lui ai confiées, je n'ai jamais rencontré une erreur. »

## Hommage

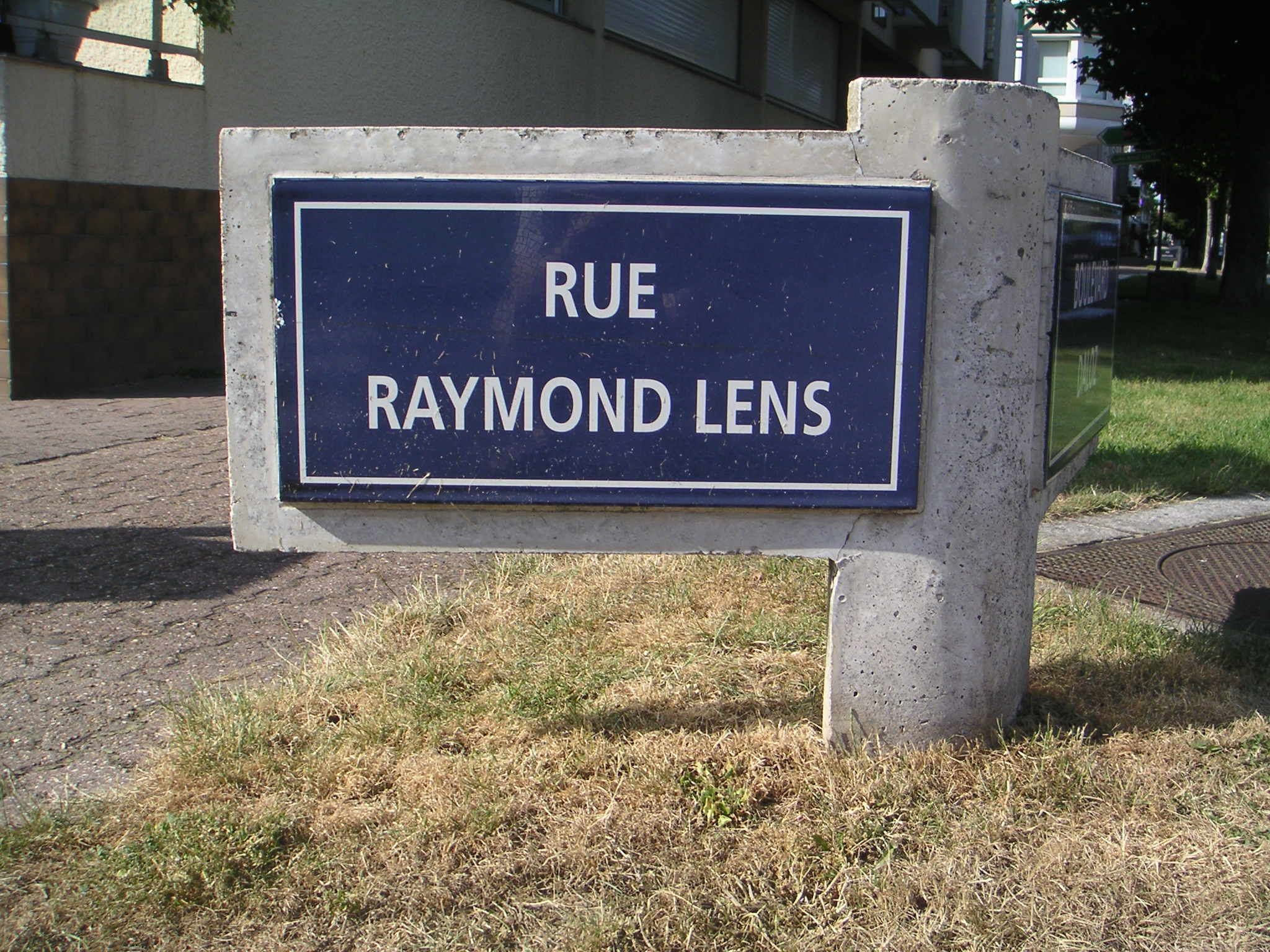

Alphonse Daloz, pour lui témoigner sa reconnaissance, lui donne une rue à son nom au Touquet-Paris-Plage,.